# Margarete Hoffmann
Margarete Hoffmann, geb. Wendt, (* 8. August 1911; † 1973) war eine deutsche Archivarin, die sich bleibende Verdienste durch den Aufbau der Archive für DFD und SED in den ersten Jahren der DDR erwarb.

## Leben
Margarete Hoffmann stammt aus einer Arbeiterfamilie. 1930 trat sie dem Kommunistischen Jugendverband Deutschlands bei und wurde 1945 Mitglied der Kommunistischen Partei Deutschlands (ab 1946 SED).
Nach dem Zweiten Weltkrieg war Margarete Hoffmann als Redakteurin in der Redaktion des SED-Organs Neues Deutschland tätig. 1949 erhielt sie den Auftrag zum Aufbau eines Archivs beim Bundesvorstand des Demokratischen Frauenbundes Deutschlands (DFD), was ihr auch mit viel Eigeninitiative gelang.
Aufgrund ihrer erfolgreichen Arbeit als Archivarin wurde sie 1953 an das 1949 gegründete Institut für Marxismus-Leninismus beim Zentralkomitee der SED geholt, um hier am Aufbau des Zentralen Parteiarchivs aktiv mitzuwirken. Dabei erwarb sie sich besondere Verdienste durch die Erschließung des älteren historischen Schriftgutes der KPD aus den Jahren vor 1945.
Im Fernstudium am 1. Kurs der Fachschule für Archivwesen Franz Mehring in Potsdam erhielt Margarete Hoffmann den Abschluss als staatlich geprüfter Archivar. Besondere Bedeutung erlangte sie als erste ausgebildete Archivarin des SED-Parteiarchivs durch ihre hervorragenden Arbeitsleistungen.
Im Bundesarchiv werden heute noch Findhilfsmittel benutzt, die von Margarete Hoffmann erstellt worden sind.

## Auszeichnungen
- Verdienstmedaille der DDR
- Clara-Zetkin-Medaille
- Medaille für ausgezeichnete Leistungen